# Side Trax
Albums de Ministry
Early Trax
(2004) Rantology
(2005)
Side Trax est une compilation de tous les maxis des side-project éphémères du groupe Ministry.

## Titres
Pailhead

1. Man Should Surrender

2. Anthem

3. Don't Stand in Line

4. Ballad

5. I Will Refuse (from 12")

6. No Bunny (from 12")

1000 Homo DJs

7. Apathy (from 12")

8. Better Ways (from 12")

9. Supernaut (from 12")

10. Hey Asshole (from 12")

PTP

11. Rubber Glove Seduction (from 12")

12. Favorite Things (from 12")

13. Show Me Your Spine (from RoboCop) - Previously Unreleased

Acid Horse

14. No Name No Slogan (Hypo Luxa/Hermes Pan 12" Mix)

15. No Name No Slogan (Cabaret Voltaire 12" Mix)